# Zostérops jaunâtre
Zosterops nigrorum
Espèce
Statut de conservation UICN

 LC  : Préoccupation mineure
Le Zostérops jaunâtre (Zosterops nigrorum) est une espèce d'oiseaux de la famille des Zosteropidae. C'est un petit passereau endémique des forêts des Philippines, reconnaissable à sa couleur jaunâtre et son oeil cerclé de blanc. Il est cependant encore mal connu.

## Dénomination
Le nom Zostérops est issu du grec ζωστήρ (zoster) signifiant "ceinture" et ὤψ (ops) signifiant "oeil", en référence au cercle blanc qui entoure ses yeux. L'épithète "jaunâtre" se réfère à sa couleur, tandis que la deuxième partie de son nom latin nigrorum se réfère à sa répartition géographique (Negros étant une île des Philippines).

## Description
Le Zostérops jaunâtre est un petit oiseau, mesurant entre 10,8 et 12 cm et pesant entre 6 et 9,2 g. Il arbore des dessus olive-jaunâtre avec des dessous plutôt jaunâtres ; ses lores et le dessous de sa queue sont d'un jaune éclatant. Le dessous de ses ailes est blanc. Son œil est verdâtre ou brun, et est cerclé de blanc avec éventuellement une tâche noire interrompant le cercle ; le bec est noir et bleuâtre et les pattes sont gris-brun.
La femelle est proche du mâle mais globalement plus pâle. Les juvéniles sont beaucoup plus ternes que les adultes. L'apparence peut grandement varier selon la sous-espèce, certaines étant sensiblement plus ternes que d'autres.

## Répartition et habitat

### Répartition
Le Zostérops jaunâtre est endémique des Philippines ; il occupe principalement la moitié nord de l'archipel, étant notamment absent de Mindanao. On le trouve généralement à basse altitude, bien qu'il puisse éventuellement monter autour de 1 000 m d'altiude.

### Habitat
Il occupe typiquement la forêt et les clairières.

## Écologie et comportement

### Alimentation
Il se nourrit de petits insectes, de baies et autres petits fruits. Il se nourrit généralement en groupes pouvant atteindre la vingtaine d'individus, fréquemment avec d'autres espèces, formant une volée mixte.

### Reproduction
On en sait très peu sur la reproduction du Zostérops jaunâtre, si ce n'est qu'il se reproduit vers le début de l'année.

## Systématique
Le Zostérops jaunâtre a été décrit pour la première fois par Arthur de Tweeddale en 1878. Il est actuellement divisé en huit sous-espèces par la classification de référence du Congrès ornithologique international (16 mars 2024):
- Z. n. nigrorum Tweeddale, 1878 — Visayas occidentales sous-espèce nominale ; possède la tâche noire près de l'œil ;
- Z. n. richmondi McGregor (de), 1904 — Cagayancillo, au sud-est de Palawan. initialement décrit comme une espèce à part (Z. flavissima, puis Z. richmondi en raison d'un conflit de nommage ; en l'honneur de Charles Wallace Richmond qui a remarqué le premier le problème de nom)[6]. Possède la tâche noire près de l'œil. Dessus sensiblement plus clair que nigrorum, jaune plus brillant et taille plus grande[7].
- Z. n. meyleri McGregor, 1907 — Camiguin des Babuyan, au nord de l'archipel. proche de aureiloris, avec un plus long bec et un front plus jaune, ainsi qu'un cercle oculaire bien plus marqué[8].
- Z. n. aureiloris Ogilvie-Grant, 1895 — nord-ouest de Luçon ; initialement décrit comme une espèce à part (Z. aureiloris) ; possède des lores jaune-doré[9].
- Z. n. innominatus Finsch, 1901 — centre/nord de Luçon. initialement décrit comme une espèce à part (Z. innominata)[10], et indépendamment comme une autre sous-espèce du Zostérops jaunâtre (Z. n. sierramadrensis)[7]. Proche de aureiloris avec des dessus et un front plus sombres, et des couleurs olive plus marquées et un jaune plus profond. Bec légèrement plus long[7].
- Z. n. luzonicus Ogilvie-Grant, 1895 — sud de Luçon et Catanduanes Initialement décrit comme une espèce séparée (Z. luzonica) proche de nigrorum ; ne possède pas de tâche sombre près de l'œil, et arbore des couleurs plus éclatantes[9].
- Z. n. catarmanensis Rand & Rabor, 1969 — Camiguin possède la tâche noire près de l'œil ; plus grand et plus clair que richmondi, avec un jaune plus éclatant[7].
- Z. n. mindorensis Parkes (en), 1971 — Mindoro Une des espèces les plus colorées, avec un jaune profond dépourvu de vert ; la tâche noire près de l'œil est plus proéminente et le cercle oculaire légèrement plus grand que chez innominatus ou aureiloris'[11].

## Le Zostérops jaunâtre et l'humain

### Conservation
Le Zostérops jaunâtre est considéré comme une "préoccupation mineure" par l'UICN (16 mars 2024), car il est relativement commun.